# Herpetopoma pauperculum
Herpetopoma pauperculum is een slakkensoort uit de familie van de Chilodontaidae. De wetenschappelijke naam van de soort is voor het eerst geldig gepubliceerd in 1872 door Lischke.